# مارفن كون
مارفن كون (بالإنجليزية: Marvin Cone)‏ هو رسام أمريكي، ولد في 21 أكتوبر 1891، وتوفي في 1965.